# Helvis d'Haïfa
Helvis d'Haïfa, ou Helvis de Cayphas, morte en 1264, est une dame noble, probablement d'origine occitane, qui fut dans les États latins d'Orient dame d'Haïfa.
Elle est l'aînée des quatre filles de Rohard II d'Haïfa, précédent seigneur d'Haïfa, et de son épouse Aiglantine de Nephim, à qui elle succède après la mort de ce dernier au plus tard en 1244. Elle dirige la seigneurie de suo jure avec ses trois maris successifs.
Elle épouse en premières noces Geoffroy Ier Poulain, avec qui elle a trois enfants :
- Gilles Ier Poulain, qui succède à sa mère et qui épouse Marguerite de Brie, sœur d'Anceau ;
- Rohard Poulain, cité dans les Lignages d'Outremer ;
- Aiglantine Poulain, qui épouse Anceau de Brie, frère de Marguerite.

Veuve, elle épouse en secondes noces avant 1250 Garcia Alvarez, mais ne semble pas avoir d'enfant avec lui.
De nouveau veuve, elle épouse en troisièmes noces avant 1257 Jean de Valenciennes, mais ne semble pas avoir d'enfant avec lui.
Elle meurt en 1264 et son fils aîné, Gilles Ier, lui succède comme seigneur d'Haïfa, cependant, la ville est capturée l'année suivante par les Mamelouks.